# Sant'Onofrio (Campli)
Sant'Onofrio is een plaats (frazione) in de Italiaanse gemeente Campli.